# أوسكار خيمينيز
أوسكار خيمينيز (بالإسبانية: Óscar Jiménez) (18 أبريل 1979 في السلفادور - ) هو لاعب كرة قدم سلفادوري في مركز الوسط. شارك مع منتخب السلفادور لكرة القدم. أما مع النوادي، فقد لعب مع نادي أليانزا ‏ وأتلتيكو مارته ‏ ونادي سانتانيكوس أسوشيتد وأونسي مونيسيبال ‏ وإيسيدرو ميتابان ‏ وC.D. Juventud Independiente ‏ وC.D. Platense Municipal Zacatecoluca ‏ ونادي لويس أنخيل فيربو.

## وصلات خارجية
- أوسكار خيمينيز على موقع الاتحاد الدولي (مؤرشف)  (الإنجليزية)
- أوسكار خيمينيز على موقع قاعدة بيانات كرة القدم.إي يو (الإنجليزية)
- أوسكار خيمينيز على موقع ناشيونال فوتبول تيمز (الإنجليزية)
- أوسكار خيمينيز على موقع Soccerway.com (الإنجليزية)